# Bífora
Una bífora, finestra biforada o finestra geminada és una finestra amb dues obertures, dividides verticalment per una columneta o pilastra central anomenada mainell, sobre la qual se sostenen dos arcs, de mig punt o apuntats. De vegades és emmarcada per un altre arc, i en l'espai entre aquests arcs, s'hi insereix una decoració, un escut o una obertura circular.
Típica del romànic i del gòtic, període en què va esdevenir motiu ornamental de finestres i campanars, es va usar també sovint en època renaixentista. Cap al segle xii, l'arquitectura armènia va proposar també les seves primeres bífores, igual com la musulmana. Més endavant, fou abandonada com a element constructiu, per tornar a posar-se de moda al segle xix en el període eclèctic i de redescobriment dels estils antics (neogòtic, neorenaixentista, etc.).
El mateix tipus de finestra, però amb tres obertures en comptes de dues, s'anomena trífora, o finestra triforada. Tant la de tres obertures com la de dues, separada per columnetes, també se sol anomenar finestra coronella.

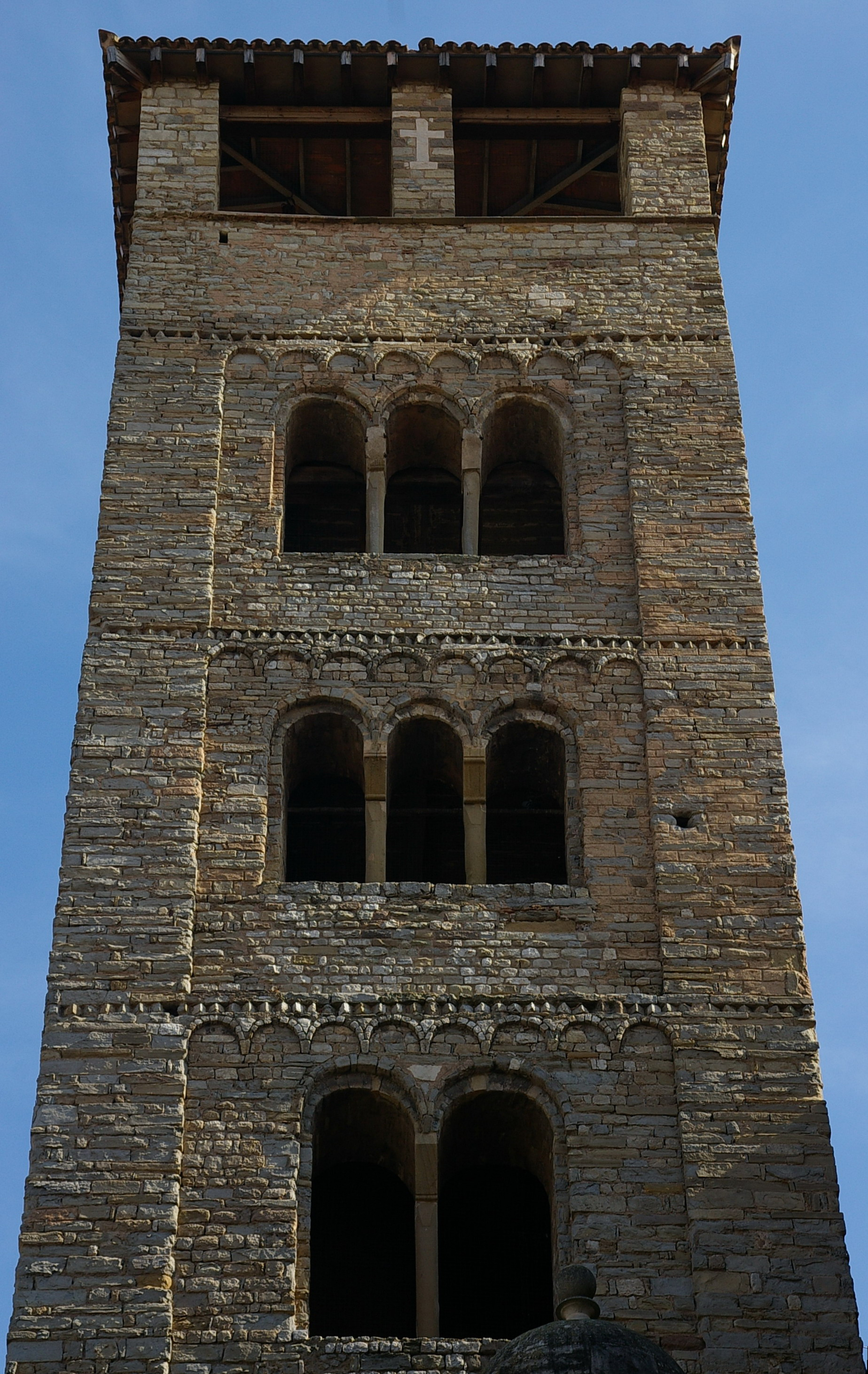
Trífores i bífores romàniques al campanar de la catedral de Vic (Osona)
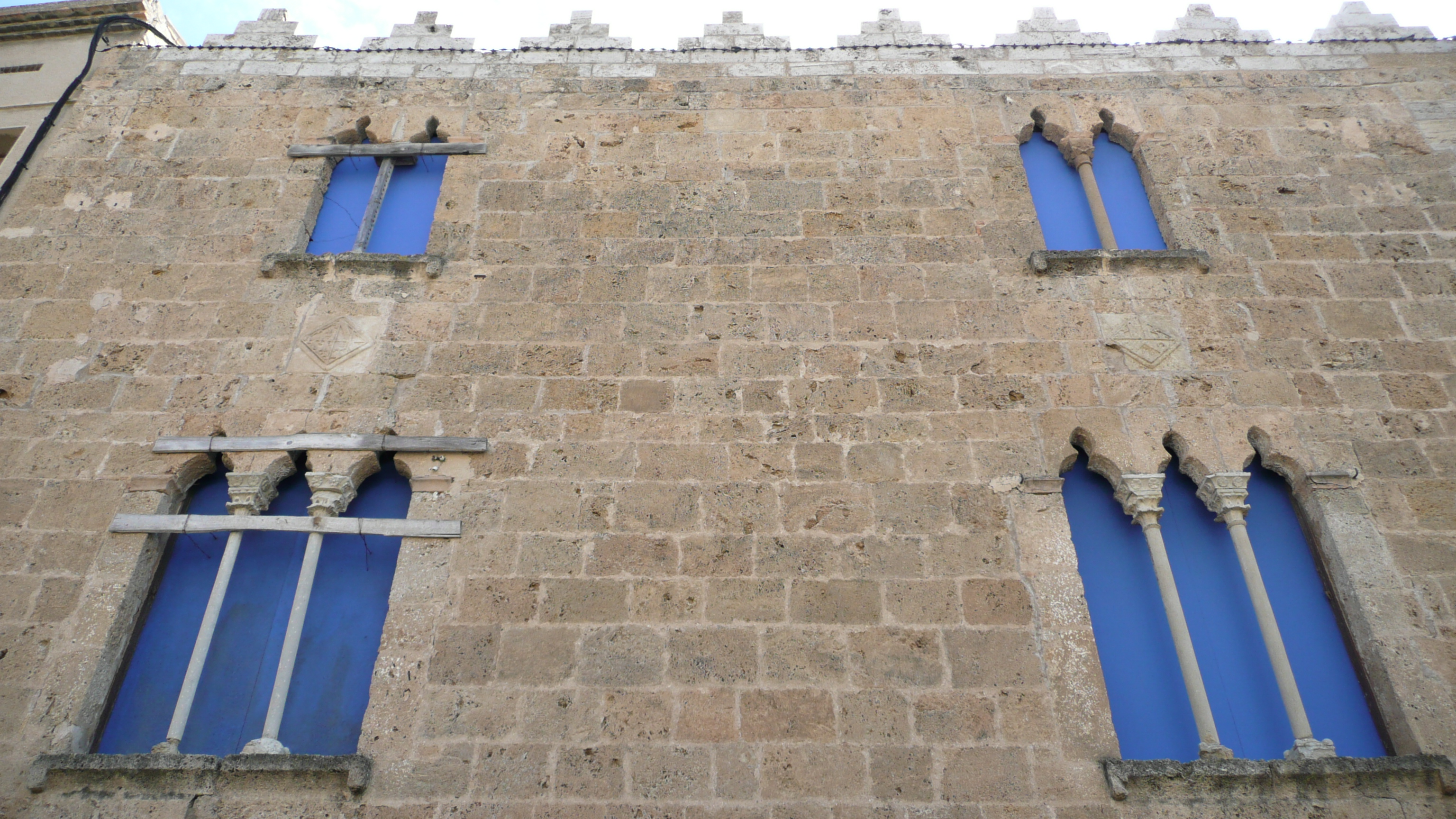
Bífores i trífores gòtiques al palau del marquès de Llo, a Sant Pere de Riudebitlles (Alt Penedès)
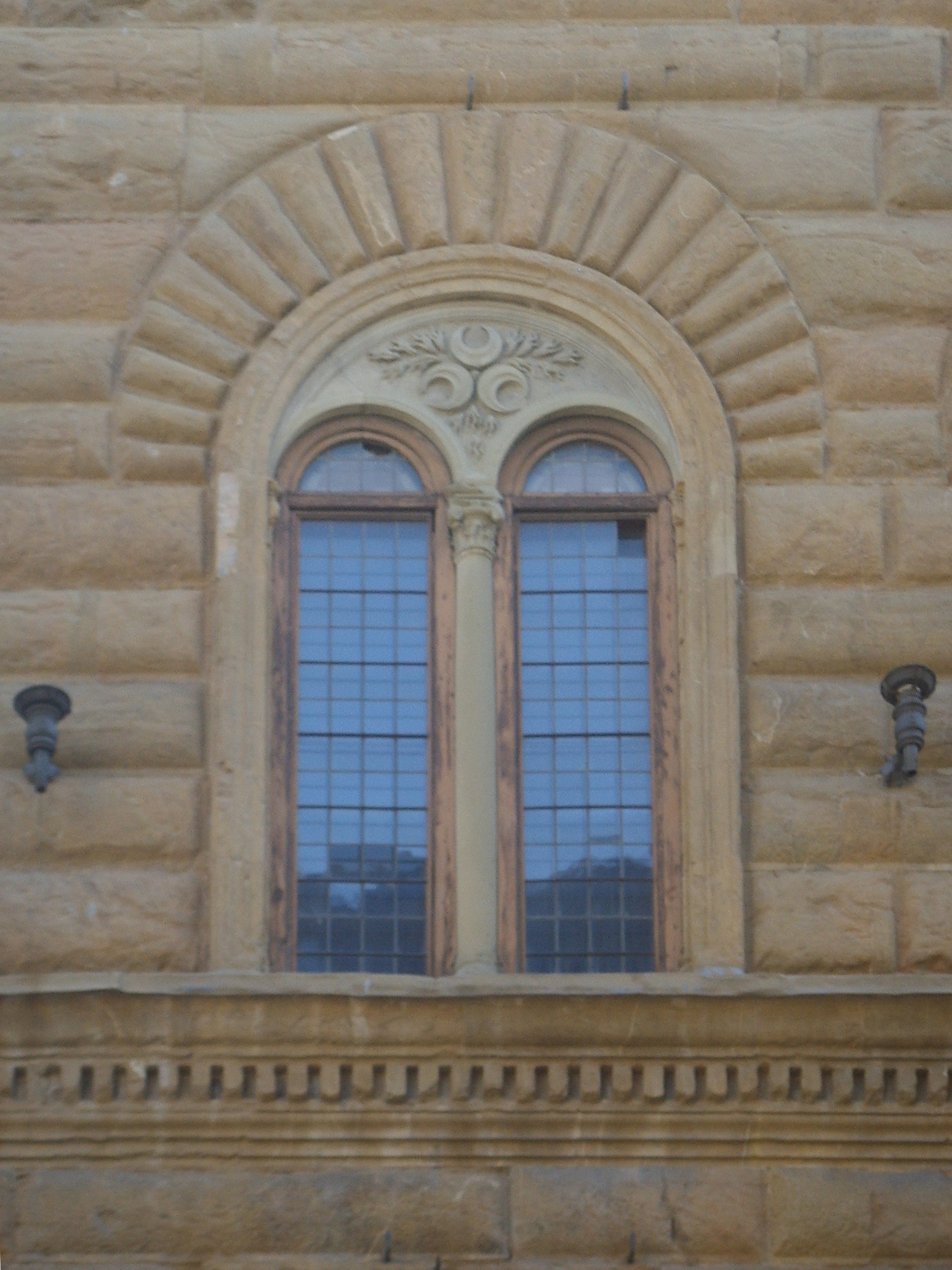
Una bífora renaixentista al palau Strozzi, a Florència
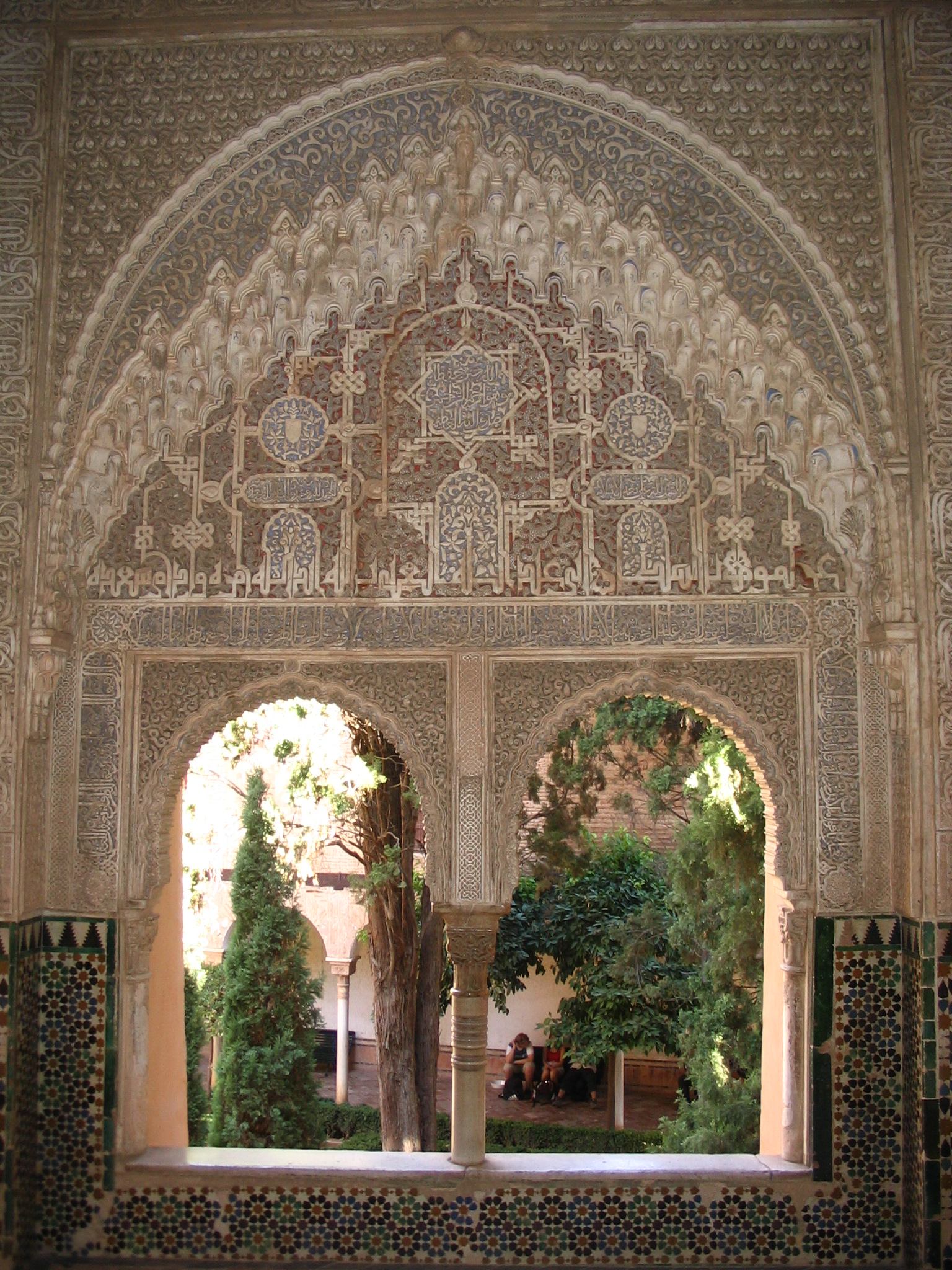
Una bífora moresca, a l'Alhambra de Granada
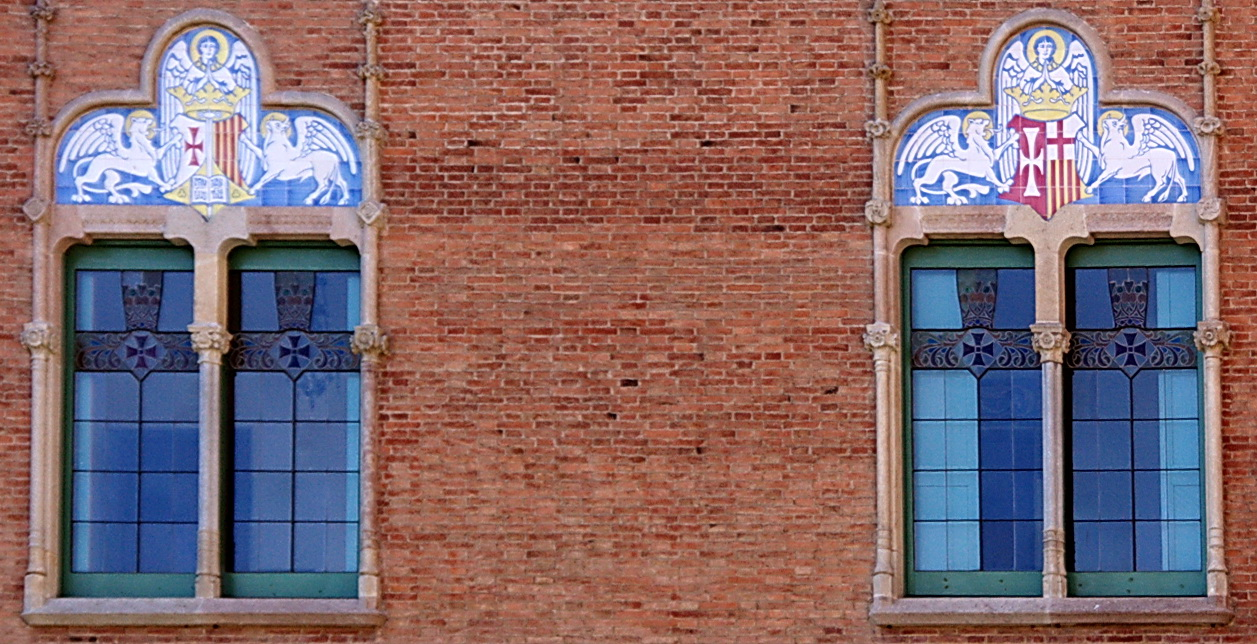
Bífores de l'hospital de Sant Pau, a Barcelona